# لوره آگنس

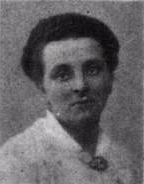
Lore Agnes (1919)

لوره آگنس (آلمانی: Lore Agnes)؛ زادهٔ ۷ ژوئن ۱۹۶۲) یک سیاست‌مدار اهل آلمان است.